# 彭汉垣
彭汉垣（1893年3月1日—1928年4月12日），中国广东省海丰县人，中国革命烈士，是彭湃的胞兄。因参加彭湃发起领导的农民运动等活动，1928年被国民政府抓捕枪杀，後被中国共产党和中华人民共和国政府追认为革命烈士。

## 生平

### 早年
- 1893年，出生于广东海丰一大地主家庭，父彭辛，母周凤。按所有嫡庶兄弟排列，彭汉垣排行第三（“三兄”），彭湃为“四兄”。彭汉垣、彭湃还有一胞弟“七弟”彭述（彭汉述）。[3][2]
- 1906年，彭汉垣和彭湃的父亲38岁体弱早逝，家事由祖父彭藩主持。[4]
- 1912（?）年，彭汉垣毕业於海丰中学，后曾在香港就学。
- 1917年，彭湃欲去日本留学，受到思想守旧的祖父反对。彭汉垣积极支持彭湃，帮助说服祖父，使彭湃得以成行。此后，他又经常敦促理家的二兄彭达伍按时汇款给彭湃，助其完成学业。[5][6]

### 任职县参议会从政
- 1919年，彭汉垣被选为海丰县参议员，他帮助时任海丰县长的开明人士张友仁整顿县政和进行一些社会改革工作如减轻苛捐杂税、改革钱粮管理等。
- 1921年4月，彭汉垣竞选为海丰县参议会副议长[7]。
- 1922年2月，彭汉垣上任后提出“拆海丰城墙”以利海丰交通和商业的“拆城案”，获全体参议员通过；但反对此案者组成“护城会”武力阻挠此案，發生轰动海丰一时的“拆城事件”[8]。

### 参与农民运动及东征
- 1922年6月，彭湃开始从事农民运动，并在该年11月当众烧毁兄弟分家后分给自己的祖传田契，将自己的农田分给农民无偿耕作，以发动农民组织农会。彭汉垣当时对彭湃的这些行动虽然不很理解，但并未反对，采取不置可否的态度[9]。 后来彭汉垣逐渐对彭湃的思想和活动加深了同情和理解，并付诸于行动[5]。
- 1923年，彭汉垣辞去海丰县副参议长的职务，自此投身于彭湃领导的农民运动。是年海丰农会已有十万会员，而海城地主亦联合组织了“粮业维持会”，利用法庭拘押农会会员以图破坏农民运动，彭汉垣则支持农会。同年6、7月间，海丰总农会迅猛发展相继改组为“惠州农民联合会”和“广东省农会”，彭汉垣被选为广东省农会的执行委员，任省农会交际部部长。
- 1923年7月和8月，发生了当时震动广东全省的“七.五（农历）农潮”。彭汉垣為农会农运出謀劃策[10][11]。
- 1924年，在彭湃、李劳工到汕头、香港等地争取外援期间，彭汉垣和郑志云根据彭湃的布置组织发展了一百多个“十人团”计一千多人，领导农民对大地主实行联合抗耕以期减租。
- 1925年，許崇智、蒋介石、周恩来率领以黄埔军校师生为主的东征军东征海陆丰讨伐陈炯明。彭汉垣等发动劳军并筹备恢复农会。是年3月经周恩来推荐，彭汉垣受东征军之命任海丰县县长[12][13]，在施政方面特别支持农会和工会组织的恢复，支持农民减租减息，保护农民运动。
- 1925年6月，东征军回师广州，陈炯明部重占海丰后进行报复毁了彭家劫走财产。10月，国民革命军第二次东征，彭汉垣随周恩来进军汕头，被任为周恩来属下的专署第三科科长管理财政工作，為官清廉。
- 1926年秋冬间，彭汉垣调任梅县县长，兴利革弊，深得拥护。[5]

### “四一二事变”後
- 1927年3月，因国共合作濒临破裂，离开梅县，取道香港回海丰。4月，蔣介石發動“清党”反共事变，国民党发布了“國民政府秘字笫一號令”，彭汉垣与毛泽东、周恩来、彭湃、阮啸仙等被列入此193人通緝名单之内。[14][15] 彭汉垣于6、7月间赶到武汉，带回中共中央和彭湃对海陆丰斗争、包括举行海陆丰武装起义的指示。9月，南昌起义部队进入潮汕在汕头成立临时革命政府，彭汉垣任军法处长。12月，参加了广州起义。
- 1928年2月,，彭湃派彭汉垣到香港采购物资。3月，国民政府军攻陷海陆丰，彭汉垣得悉家属已逃难到澳门，从香港赶到澳门会合老母和家人、及由海陆丰退入澳门避难的部分南昌起义和海陆丰起义人士。为解燃眉之急和请示对今后斗争的指示，彭汉垣到上海找周恩来。因国民政府到处通缉彭湃兄弟和家属，周恩来曾劝他留在上海工作，彭汉垣没同意。周恩来给了他一笔钱，布置他回澳门救急并以开小店为掩护，设置交通站。彭汉垣离开上海回澳门时被国民政府特务跟踪。
- 1928年3月16日，澳葡警方应国民政府要求在澳门南湾新街逮捕了正在为开店选址的彭汉垣及其二兄彭达伍，一星期后被引渡到国民政府广州警备司令部。钟景棠等向广州当局法庭告“彭汉垣乃共匪之酋”“彭达伍购军用物资济匪”，4月12日，彭汉垣和彭达伍一同被杀于广州西郊[5]。

## 家庭
妻黄翠文，育一子二女。长女年幼时被送人当童养媳。独子彭陆（又名彭锡智）生于1911年4月13日，彭湃发起领导海丰农民运动时，年少的彭陆积极参加，深得彭湃喜爱，於1925年参加共青团，后被彭湃带到广州读书和从事农运工作。国共合作破裂后，1928年初被国民政府抓捕，遭酷刑拒降，2月28日被杀，遗体被抛入珠江。彭陆是当时彭湃亲属中牺牲的第一人。
次女彭平时仅4岁，随母隐姓埋名躲避抓捕通缉。彭平1938年参加东江纵队抗日，1946年国共谈判后按《双十协定》，乘美军登陆舰由广东北撤至山东烟台。
彭平长子彭实戈，现为中国著名数学家，中国科学院院士，中国金融数学的开拓人之一。